# 茨城県道179号中石崎水戸線

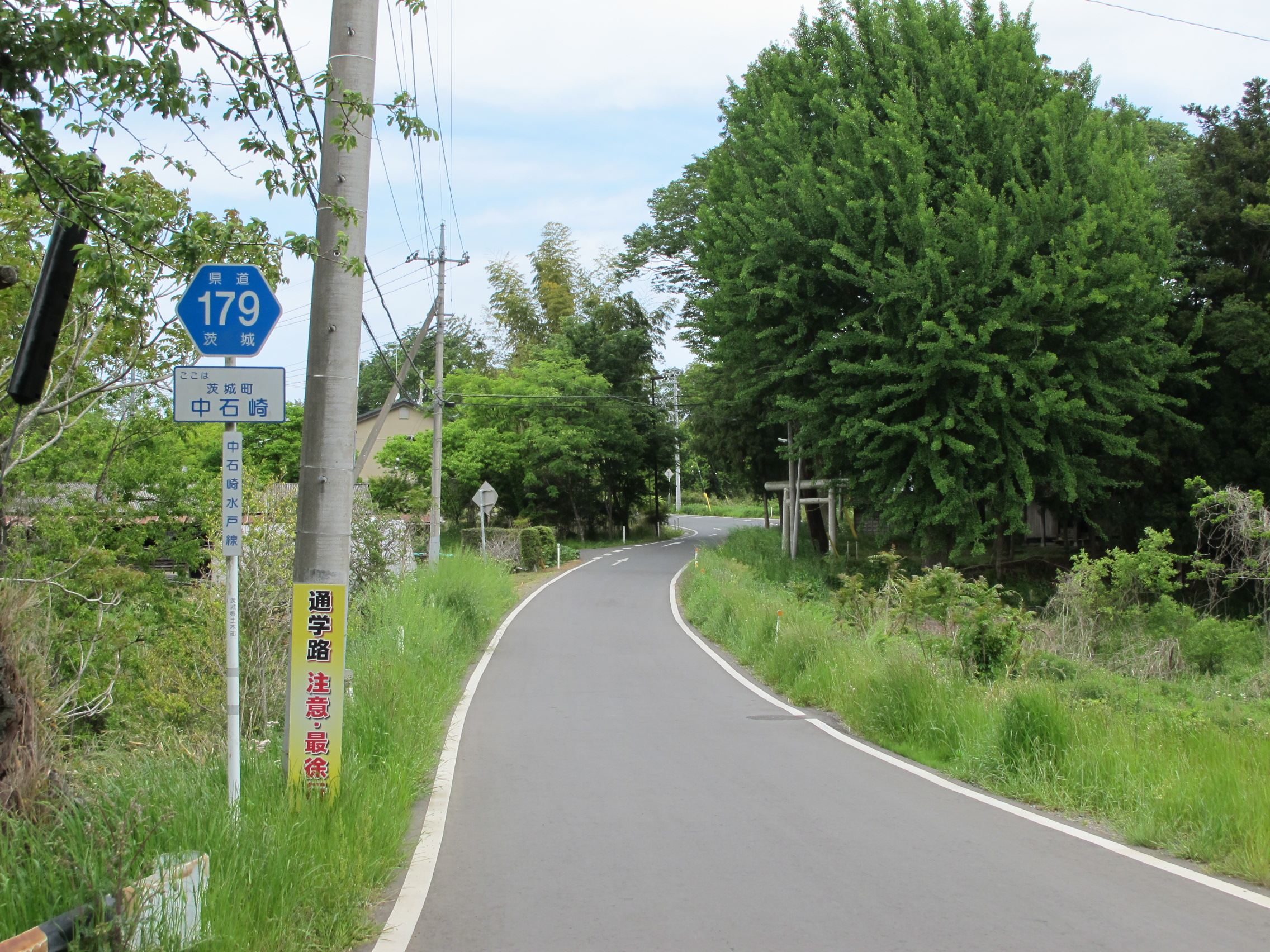
茨城県道179号中石崎水戸線
茨城町中石崎（2013年5月）

茨城県道179号中石崎水戸線（いばらきけんどう179ごう なかいしざきみとせん）は、茨城県東茨城郡茨城町中石崎から水戸市に至る一般県道である。

## 概要
茨城町東部涸沼北側に位置する茨城町中石崎の県道長岡大洗線との交差点より分岐北上し、水戸市本町の国道51号東台一丁目交差点まで南北に延びる、延長約10kmの路線。経路の途中、水戸市酒門町の酒門町北で国道6号水戸バイパスと交差し、水戸市元石川町にある水戸南インターチェンジ付近では東水戸道路のガード下をくぐる。

### 路線データ
- 起点：茨城県東茨城郡茨城町中石崎（茨城県道106号長岡大洗線分岐）[1]
- 終点：茨城県水戸市本町2丁目2番26号地先（国道51号交点）[2]
- 総延長：10.207 km[3]
- 重用延長：0.030 km[3]
- 未供用延長：なし[3]
- 実延長：10.177 km[3]
- 自動車交通不能区間延長[注釈 1]：なし[3]

## 歴史
1959年（昭和34年）10月14日、新たな県道として東茨城郡茨城町大字中石崎を起点とし、水戸市を終点とする区間を本路線とする県道中石崎水戸線として茨城県が県道路線認定した。
1995年（平成7年）に整理番号179となり現在に至る。

### 年表
- 1959年（昭和34年）10月14日
  - 路線認定（図面対照番号184）[4]。
  - 道路の区域は、東茨城郡茨城町大字中石崎の県道長岡大洗線分岐から水戸市青物町の二級国道千葉水戸線（現、国道51号）交点までと決定された[1]。
- 1980年（昭和55年）3月4日：下市土地区画整理に伴い、路線延長を104.9m追加延長し、終点が水戸市本町2丁目（旧一般国道51号交点）から同市同町2丁目（一般国道51号交点・東台一丁目交差点）に移る[2]。
- 1990年（平成2年）3月12日：東茨城郡茨城町大字若宮の狭小区間を2車線へ拡幅改良し供用開始[5]。
- 1995年（平成7年）3月30日：整理番号241から現在の番号（整理番号179）に変更される[6]。
- 2014年（平成26年）4月1日：水戸市酒門町地内（酒門六差路 - 水戸東部第一工業団地）の区間を、通行する車両の高さの最高限度4.1mの道路に指定[7]。

## 路線状況
道路法の規定に基づき、水戸市酒門町（酒門町北交差点） - 同（丹野病院）間は、緊急輸送道路として機能を維持するため、災害発生時の被害拡大防止を目的に道路用地内に電柱を建てることが制限されている。

### 道路施設
- 枡原橋（若宮川、茨城町中石崎）
- 石川橋（石川川、水戸市酒門町）
- 常陸山橋（備前堀、水戸市浜田町 - 水戸市浜田一丁目）

## 地理

### 通過する自治体
- 茨城県
  - 東茨城郡茨城町 - 水戸市

### 交差する道路
- 茨城県道106号長岡大洗線（東茨城郡茨城町中石崎・起点）
- 茨城県道40号内原塩崎線（東茨城郡茨城町若宮 若宮交差点）
- 国道6号水戸バイパス（水戸市酒門町 酒門町北交差点）
- 茨城県道235号下入野水戸線（水戸市酒門町 太刀洗西交差点）
- 国道51号（水戸市本町二丁目/三丁目 東台一丁目交差点・終点）

### 沿線
- 若宮工業団地（茨城町若宮）
- 水戸市立酒門小学校（水戸市酒門町）
- 丹野病院（水戸市酒門町）
- 水戸市立浜田小学校（水戸市浜田1丁目）